# Ljetne paraolimpijske igre
Ljetne paraolimpijske igre međunarodno su višešportsko natjecanja športaša s tjelesnim invalidnostima, bilo u pokretu, bilo s amputacijama, sljepoćom ili cerebralnom paralizom. Prve Ljetne paraolimpijske igre održane su 1960. godine u Rimu.

## Povijest
Prve službene Ljetne paraolimpijske igre održane su u Rimu 1960. godine. Na prvim paraolimpijskim igrama sudjelovalo je 400 športaša u invalidskim kolicima iz 23 zemlje. Na Ljetnim paraolimpijskim igrama 1976. godine prvi su put uključeni su bili i sportaši s drugim različitim poteškoćama. Uz uključivanje više klasifikacija invaliditeta, 1976. Ljetne paraolimpijske igre proširile su se na 1600 sportaša iz 40 zemalja. Godine 1988. Ljetne paraolimpijske igre održavaju se na istom mjestu kao i Ljetne olimpijske igre. Od tada, sve paralelne igre se održavaju u istom gradu koji je bio domaćin Olimpijskih igara, s dva tjedna pauza između igara.
U Rio de Janeiru održane su Paraolimpijske igre 2016. godine, postajući prvi grad u Latinskoj Americi i Južnoj Americi koji je domaćin bilo ljetne ili zimske paraolimpijade, dok će Tokio 2020. godine postati prvi grad koji će dva puta biti domaćin Igara.

## Športovi na Ljetnim paraolimpijskim igrama
Trenutno se na Ljetnim paraolimpijskim igrama održava natjecanje u 22 športa, od kojih će se prvi puta pojaviti na Paraolimpijskim igrama, a jedan vratiti nakon 1992. godine.
      Šport koji se trenutno ne održava na Igrama
      Šport koji će se održati na Paraolimpijskim igrama u Tokiju 2020. godine
| Šport          | Godine               |                      | Šport                        | Godine |
| -------------- | -------------------- | -------------------- | ---------------------------- | ------ |
| streličarstvo  | od početka           | dizanje utega        | od 1984.                     |        |
| atletika       | od početka           | veslanje             | od 2008.                     |        |
| košarka ID     | 2000.                | jedrenje             | 1996., od 2000.              |        |
| badminton      | od 2020.             | taekwondo            | od 2020.                     |        |
| boćanje        | od 1984.             | pucanje              | od 1976.                     |        |
| biciklizam     | od 1984.             | snooker              | 1960. – 1976., 1984. – 1988. |        |
| kanu           | od 2016.             | plivanje             | od početka                   |        |
| dartchery      | 1960. – 1980.        | stolni tenis         | od početka                   |        |
| konjički sport | od 1996.             | odbojka (sjedeća)    | od 1976.                     |        |
| nogomet 5+1    | od 2004.             | weightlifting        | 1964. – 1992.                |        |
| nogomet 7+1    | od 1984. do 2016.    | košarka u kolicima   | od početka                   |        |
| goalball       | od 1976.             | mačevanje u kolicima | od početka                   |        |
| judo           | od 1988.             | ragbi u kolicima     | 1996., od 2000.              |        |
| lawn bowls     | 1968. – 1988., 1996. | tenis u kolicima     | 1988., 1992., od 2020.       |        |
| triatlon       | od 2016.             | hrvanje              | 1980. – 1984.                |        |

## Domaćini Ljetnih paraolimpijskih igara
| Igre   | Godina | Mjesto održavanja                        | Otvorio                                 | Datum održavanja         | O igrama                 | O igrama                 | O igrama                 | O igrama                 | O igrama                 |
| Igre   | Godina | Mjesto održavanja                        | Otvorio                                 | Datum održavanja         | Države                   | Natjecatelji             | Športovi                 | Događaji                 | Najbolja nacija          |
| ------ | ------ | ---------------------------------------- | --------------------------------------- | ------------------------ | ------------------------ | ------------------------ | ------------------------ | ------------------------ | ------------------------ |
| I.     | 1960.  | Rim, Italija                             | Camillo Giardina                        | 18. – 25. rujna          | 23                       | 400                      | 8                        | 57                       | Italija                  |
| II.    | 1964.  | Tokio, Japan                             | Yoshiaki Kasai                          | 3. – 12. studenog        | 21                       | 375                      | 9                        | 144                      | SAD                      |
| III.   | 1968.  | Tel Aviv, Izrael                         | Yigal Allon                             | 4. – 13. studenog        | 29                       | 750                      | 10                       | 181                      | SAD                      |
| IV.    | 1972.  | Heidelberg, Zapadna Njemačka             | predsjednik Gustav Heinemann            | 2. – 11. kolovoza        | 41                       | 1004                     | 10                       | 187                      | Zapadna Njemačka         |
| V.     | 1976.  | Toronto, Kanada                          | Pauline Mills McGibbon                  | 3. – 11. kolovoza        | 32                       | 1657                     | 13                       | 447                      | SAD                      |
| VI.    | 1980.  | Arnhem, Nizozemska                       | princeza Margriet                       | 21. – 30. lipnja         | 42                       | 1973                     | 12                       | 489                      | SAD                      |
| VII.   | 1984.  | New York, SAD                            | predsjednik Ronald Reagan               | 17. – 30. lipnja         | 45                       | 1800                     | 15                       | 300                      | SAD                      |
| VII.   | 1984.  | Stoke Mandeville, Ujedinjeno Kraljevstvo | Charles, princ iz Walesa                | 22. lipnja – 1. kolovoza | 41                       | 1100                     | 10                       | 603                      | Ujedinjeno Kraljevstvo   |
| VIII.  | 1988.  | Seul, Južna Koreja                       | predsjednik Roh Tae-woo                 | 15. – 24. listopada      | 61                       | 3057                     | 16                       | 732                      | SAD                      |
| IX.    | 1992.  | Barcelona, Španjolska                    | kraljica Sofíja iz Španjolske           | 3. – 14. rujna           | 82                       | 3020                     | 20                       | 555                      | SAD                      |
| IX.    | 1992.  | Madrid, Španjolska                       | kraljica Sofíja iz Španjolske           | 15. – 22. rujna          | 75                       | 1600                     | 20                       | 555                      | SAD                      |
| X.     | 1996.  | Atlanta, SAD                             | potpredsjednik Al Gore                  | 16. – 25. kolovoza       | 104                      | 3259                     | 20                       | 508                      | SAD                      |
| XI.    | 2000.  | Sydney, Australija                       | guverner-general Sir William Deane      | 18. – 29. listopada      | 121                      | 3881                     | 18                       | 551                      | Australija               |
| XII.   | 2004.  | Atena, Grčka                             | predsjednik Konstantinos Stephanopoulos | 17. – 28. rujna          | 136                      | 3806                     | 19                       | 519                      | NR Kina                  |
| XIII.  | 2008.  | Peking, Kina                             | predsjednik Hu Jintao                   | 6. – 17. rujna           | 146                      | 3951                     | 20                       | 472                      | NR Kina                  |
| XIII.  | 2012.  | London, Ujedinjeno Kraljevsto            | kraljica Elizabeta II.                  | 29. kolovoza – 9. rujna  | 164                      | 4302                     | 20                       | 503                      | NR Kina                  |
| XV.    | 2016.  | Rio de Janeiro, Brazil                   | predsjednik Michel Temer                | 7. – 18. rujna           | 159                      | 4342                     | 22                       | 528                      | NR Kina                  |
| XVI.   | 2020.  | Tokio, Japan                             | odgođeno za 2021. godinu                | odgođeno za 2021. godinu | odgođeno za 2021. godinu | odgođeno za 2021. godinu | odgođeno za 2021. godinu | odgođeno za 2021. godinu | odgođeno za 2021. godinu |
| XVI.   | 2021.  | Tokio, Japan                             | Car Naruhito                            | 24. kolovoza – 5. rujna  | 163                      | 4537                     | 22                       | 539                      | NR Kina                  |
| XVII.  | 2024.  | Pariz, Francuska                         | -                                       | 28. kolovoza – 8. rujna  | budući događaj           | budući događaj           | budući događaj           | budući događaj           | budući događaj           |
| XVIII. | 2028.  | Los Angeles, SAD                         | -                                       | 23. kolovoza – 3. rujna  | budući događaj           | budući događaj           | budući događaj           | budući događaj           | budući događaj           |

Napomene:
- Zbog svjetske pandemije koronavirusom 2020. godine, Ljetne paraolimpijske igre 2020. godine su odgođene. Održavaju se, 2021. godine.[4]